# Blanchardstown
Blanchardstown is een voorstad van de Ierse hoofdstad Dublin. Blanchardstown was vroeger een afzonderlijk dorp ten noorden van Dublin. In 2006 telde Blanchardstown 90.952 inwoners en vormt daarmee de vijfde stad van Ierland na Dublin, Cork, Galway en Tallaght.
Blanchardstown heeft maar één echte attractie en dat is het voormalig grootste winkelcentrum van Ierland. In het winkelcentrum bevinden zich vele winkels en supermarkten en een bioscoop.
Een aantal grote (Amerikaanse) multinationals vindt men op het Ballycoolin Business Park in Blanchardstown, zoals Xerox, IBM en PayPal. Dit zijn voornamelijk de Europese helpdesks van deze Amerikaanse bedrijven. Dit omdat de 'corporate tax' erg laag is in Ierland.
Onder Baile Blanseir, de Ierse naam voor Blanchardstown, rekent men vaak ook Castleknock (een relatief rijk gedeelte, liggende naast het Phoenix park), Ballycoolin, Clontarf, Clonee, en Carpenterstown. Het dorp heeft als postcode gebied 15.

## Foto's

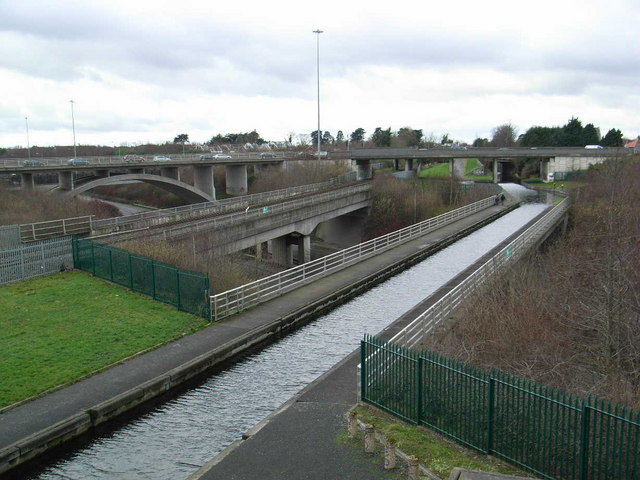
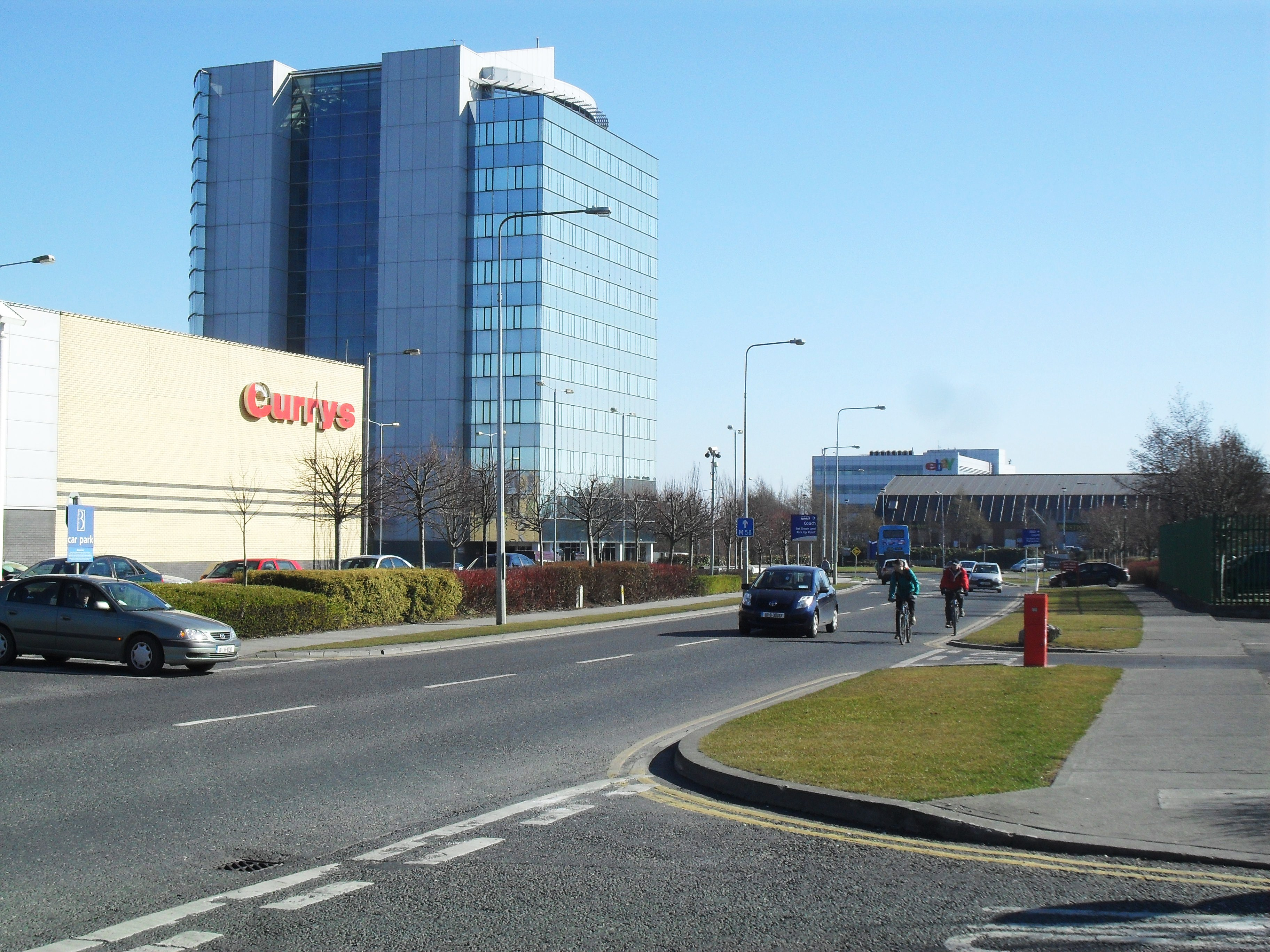

## Trivia
De acteur Colin Farrell komt uit dit gedeelte van Dublin.